# Kirche am Seggeluchbecken

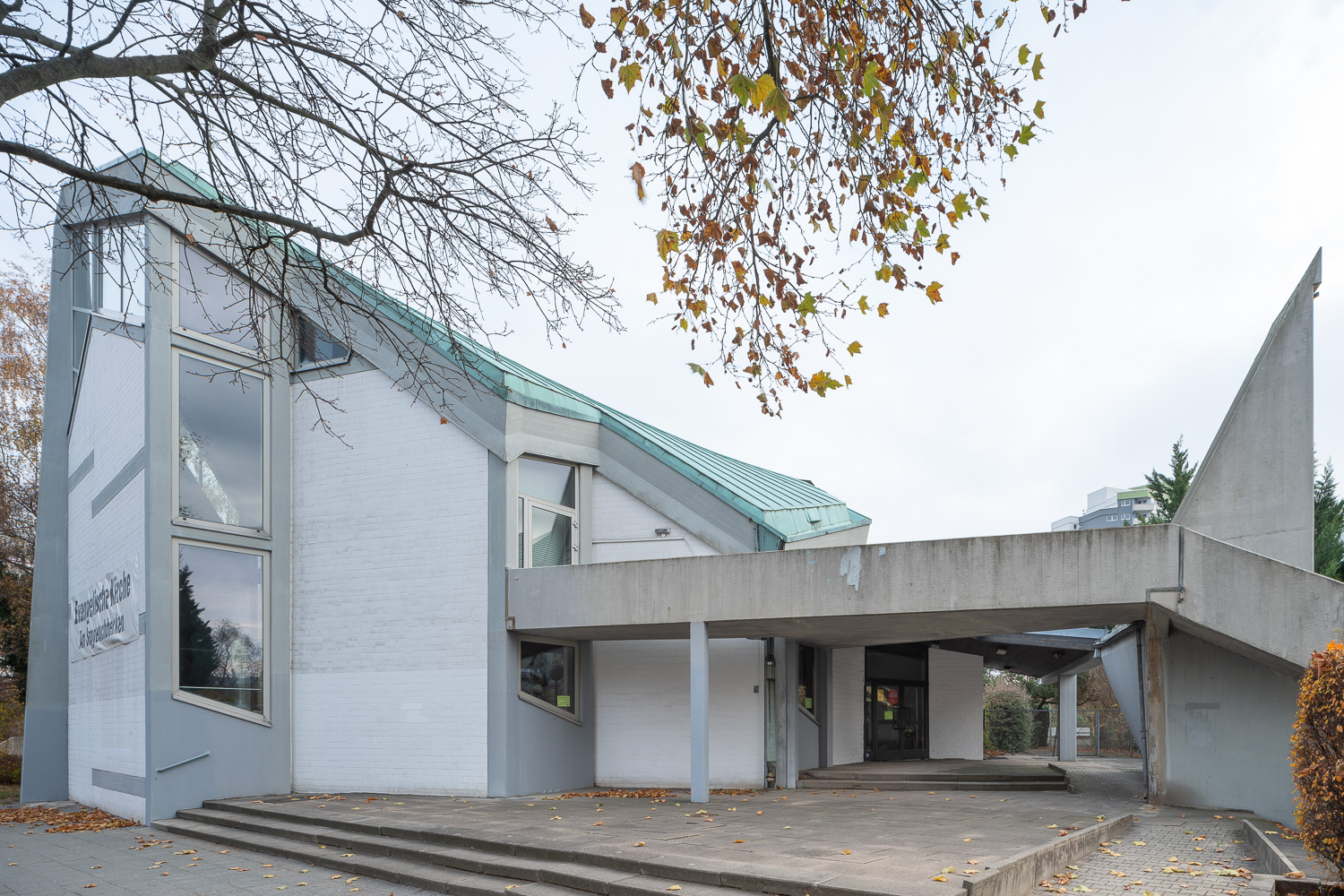
Kirche am Seggeluchbecken

Die evangelische Kirche am Seggeluchbecken (ⓘ), entworfen von Bodo Fleischer, steht in der Finsterwalder Straße 66 im Berliner Ortsteil Märkisches Viertel des Bezirks Reinickendorf.
Die Kirche am Seggeluchbecken steht unter Denkmalschutz.

## Geschichte
Die Gemeinde wurde am 1. Juli 1971 von der Apostel-Petrus-Gemeinde abgetrennt, die ihr Gemeindezentrum am Wilhelmsruher Damm hat. Der Absicht, sich Philippus-Gemeinde zu nennen, stimmte das zuständige Konsistorium nicht zu, da es schon mehrere gleichnamige in Berlin gab. Das Gemeindezentrum am Seggeluchbecken wurde 1969–1972 erbaut, die Kirche am 13. Februar 1972 eingeweiht.

## Baubeschreibung
Der Gebäudekomplex besteht aus dem Stahlbeton-Skelettbau für die Kirche und Gemeinderäume, ferner aus Mauerwerksbauten für das Pfarrhaus und eine Kindertagesstätte.
Ein Gebäude mit polygonalem Grundriss, verknüpft mit einem Zeltdach ist ein wesentliches Merkmal moderner Sakralarchitektur. Das geschwungene Kirchendach, innen mit Holz verkleidet, außen mit Kupfer bedeckt, überspannt einen asymmetrisch polygonalen Raum, der horizontal und vertikal in verschiedene Bereiche unterteilt ist. Zentrum ist ein sechseckiger Raum, umgeben von einem um vier Stufen erhöhten Bereich. Der Kirchraum ist durch eine Falttür mit dem angrenzenden Gemeindesaal verbunden. Dadurch lassen sich die 250 Plätze um 200 weitere ergänzen. Zwei mehrfach gefaltete, gegenläufig aufsteigende Giebel liegen sowohl zur Straße als auch zur Rückseite des Grundstücks. Hohe Fenster zwischen den Stützen des Betonskeletts geben den Blick auf das Kircheninnere frei. Unterhalb der Dachtraufe befinden sich Obergaden, durch die Tageslicht einfällt. Für die Planung der Dachkonstruktion arbeitete der Architekt Bodo Fleischer zusammen mit dem renommierten Bauingenieur Stefan Polónyi.
Dem Hauptbau mit Kirche und Gemeindesaal ist ein niedriger Campanile zugeordnet, der sich an die äußere Freitreppe zur Empore anlehnt. In ihm hängt eine 1972 von Petit & Gebr. Edelbrock gegossene Bronzeglocke, die im Schlagton g' klingt. Sie wiegt 670 kg, hat einen Durchmesser von 130 cm und eine Höhe von 110 cm zuzüglich einer Krone von 22 cm.
Der Altarraum ist mit einem großen Kruzifix ausgestattet, das 1947 von Ernst Gustav Jäger für die ehemalige Kirche im Bethanienkrankenhaus gestaltet wurde. Im Innern befinden sich farbige gegenstandslose Wandmalereien von Manfred Henkel.
Im Jahr 1990 erhielt die Kirche eine Orgel mit rund 1000 Pfeifen und 15 Registern der Berliner Orgelbauwerkstatt Karl Schuke mit zwei Manualen und Pedal. Die Disposition kann hier→ eingesehen werden. 